# Wiaczasłau Szypiła
Wiaczasłau Mikałajewicz Szypiła, błr. Вячаслаў Мікалаевіч Шыпіла, ros. Вячеслав Николаевич Шипило – Wiaczesław Nikołajewicz Szypiło (ur. 30 sierpnia 1985 w Nowopołocku) – białoruski hokeista.

## Kariera
- Chimik-SzWSM Witebsk (2000-2001)
- HK Homel / HK Homel 2 (2002-2005)
- Junior Mińsk (2003/2004, 2005-2007)
- Junost' Mińsk (2005-2007)
- HK Brześć (2007)
- Chimwołokno Mohylew (2007-2008)
- Junior Mińsk (2008-2009)
- Junost' Mińsk (2008-2009)
- HK Kieramin Mińsk (2009-2010)
- HK Szynnik Bobrujsk (2010-2011)
- Junost' Mińsk (2011-2014)
  -  Junior Mińsk (2012-2013)
- HK Lida (2014-2016)
- Nesta Mires Toruń (2016-2017)

Grał w klubach białoruskiej ekstraligi i rosyjskiej WHL. Od września 2016 zawodnik Nesty Mires Toruń w rozgrywkach Polskiej Hokej Ligi. Po sezonie PHL 2016/2017 odszedł z Torunia.
Występował w kadrach juniorskich kraju na turniejach mistrzostw świata do lat 20 w 2004 (Dywizja I), 2005 (Elita).

## Sukcesy
Reprezentacyjne
- Awans do Elity MŚ do lat 20: 2004

Klubowe
- Złoty medal mistrzostw Białorusi: 2003 z HK Homel, 2006, 2009 z Junostią Mińsk
- Brązowy medal mistrzostw Białorusi: 2004 z HK Homel, 2007 z Junostią Mińsk
- Puchar Białorusi: 2003, 2004 z HK Homel, 2009 z Junostią Mińsk
- Drugie miejsce we Wschodnioeuropejskiej Lidze Hokejowej: 2003, 2004 z HK Homel
- Srebrny medal mistrzostw Białorusi: 2014 z Junostią Mińsk